# Pegaeophyton purii
Pegaeophyton purii är en korsblommig växtart som först beskrevs av D.S. Rawat, Dangwal och Gaur, och fick sitt nu gällande namn av Al-shehbaz. Pegaeophyton purii ingår i släktet Pegaeophyton och familjen korsblommiga växter. Inga underarter finns listade i Catalogue of Life.